# Pseudocheilinus hexataenia
Pseudocheilinus hexataenia is een  straalvinnige vissensoort uit de familie van lipvissen (Labridae). Pieter Bleeker beschreef de soort voor het eerst in 1857 als Cheilinus hexataenia, maar splitste ze in 1862 van Cheilinus af in een apart geslacht Pseudocheilinus. P. hexataenia is de typesoort van het geslacht Pseudocheilinus.
De soort komt voor het Indo-Pacifische gebied. Bleeker beschreef ze aan de hand van exemplaren afkomstig uit de Molukse Zee. Het is een kleine vis met kenmerkende helderroze langsstrepen op het lijf en een zwarte ronde stip aan de basis van de staartvin.
De soort staat op de Rode Lijst van de IUCN als niet bedreigd, beoordelingsjaar 2009.